# Lukousaurus
Genre
Espèce
Lukousaurus est un genre de dinosaures théropodes du Jurassique inférieur retrouvé au Yunnan, en Chine. L'espèce-type, Lukousaurus yini, a été décrite par Yang Zhongjian en 1948. Le nom générique fait référence au pont de Lugou, près de Pékin. L'espèce-type est basée sur des fossiles retrouvés dans la formation de Lufeng.
Bien qu'associé aux théropodes, le genre pourrait aussi être associé aux Crurotarsiens.